# Punch the Clock
Punch the Clock är ett musikalbum av Elvis Costello & the Attractions. Det lanserades i augusti 1983. Costello hade anlitat de kommersiellt gångbara Clive Langer och Alan Winstanley att producera skivan. "Every Day I Write the Book" släpptes som singel och blev Costellos dittills största singelframgång i USA där den nådde topp 40-placering på Billboard Hot 100-singellistan.
Punch the Clock utnämndes till Årets album 1983 av musiktidningen New Musical Express och finns med på deras lista över de 500 bästa albumen genom tiderna.

## Låtlista
(låtarna skrivna av Elvis Costello där inget annat anges)
1. "Let Them All Talk" – 3:06
2. "Everyday I Write the Book" – 3:54
3. "The Greatest Thing" – 3:04
4. "The Element Within Her" – 2:52
5. "Love Went Mad" – 3:13
6. "Shipbuilding" (Clive Langer, Costello) – 4:53
7. "T.K.O. (Boxing Day)" – 3:28
8. "Charm School" – 3:55
9. "The Invisible Man" – 3:04
10. "Mouth Almighty" – 3:04
11. "King of Thieves" – 3:45
12. "Pills and Soap" – 3:43
13. "The World and His Wife" – 3:32

## Listplaceringar
- Billboard 200, USA: #24[3]
- UK Albums Chart, Storbritannien: #3[4]
- VG-lista, Norge: #18[3]
- Topplistan, Sverige: #9[5]